# Новая Благовещенка (Херсонская область)
Новая Благовещенка (укр. Нова Благовіщенка) — село в Горностаевской поселковой общине Каховского района Херсонской области Украины. В 2022 году село временно оккупировано российскими войсками в ходе вторжения России на Украину.
Население по переписи 2001 года составляло 160 человек. Почтовый индекс — 74630. Телефонный код — 5544. Код КОАТУУ — 6522684003.

## Местный совет
74630, Херсонская обл., Горностаевский р-н, с. Славное